# Ecce homo

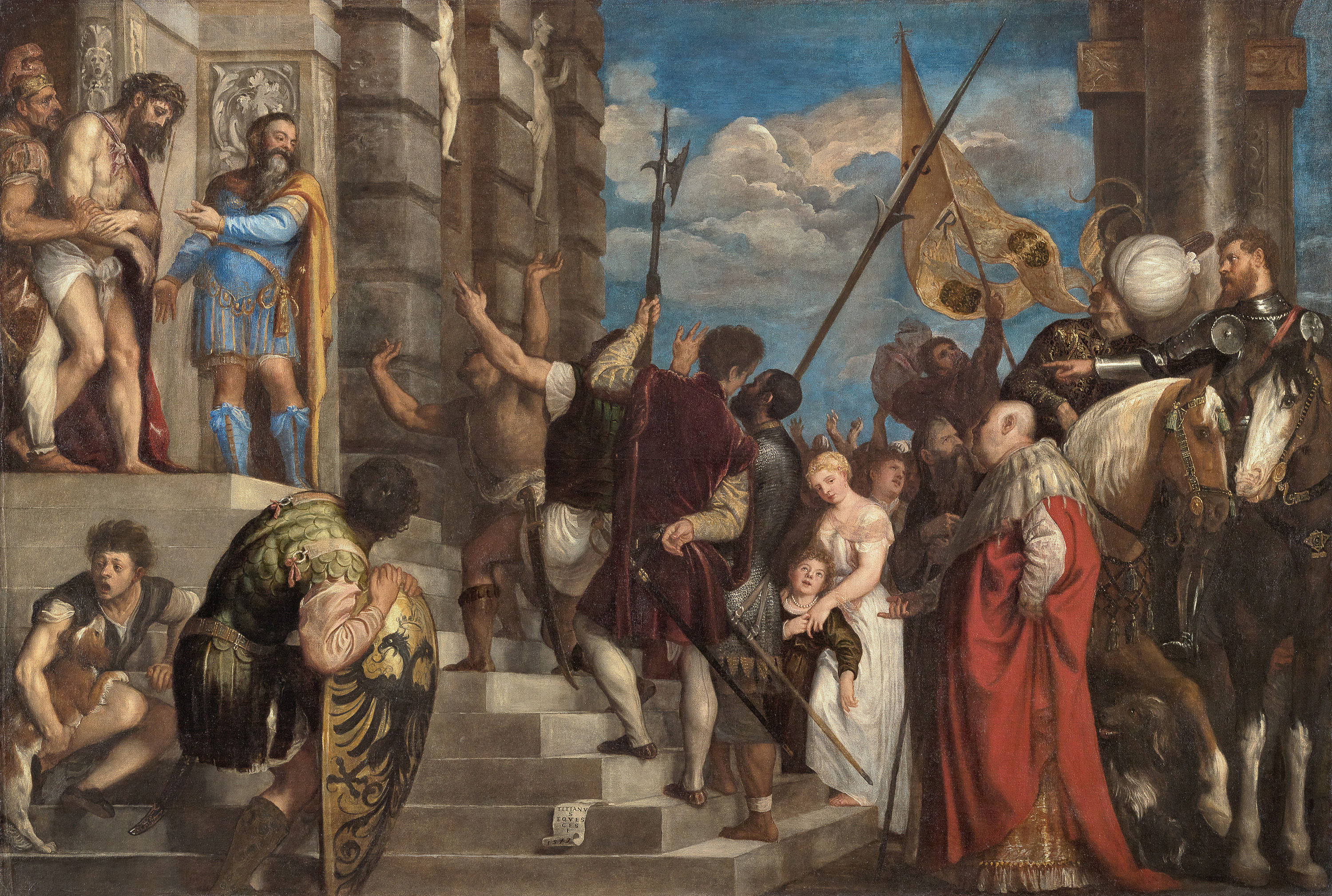
Tycjan, Ecce Homo, 1543 r.

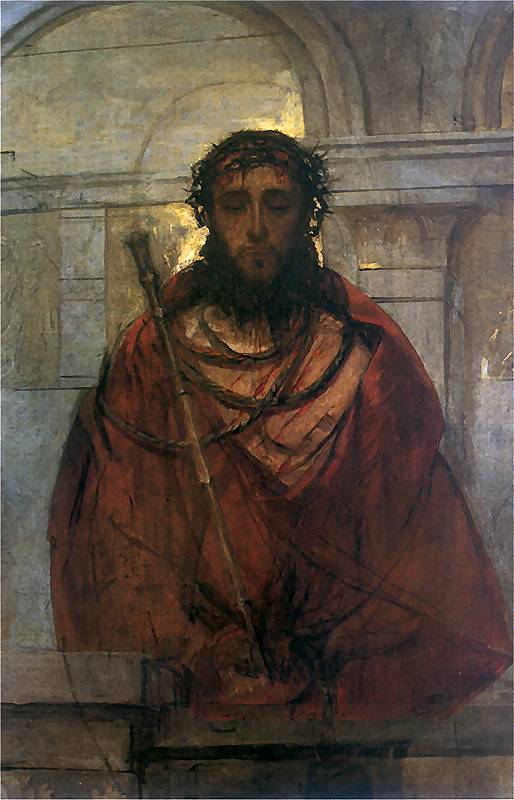
Adam Chmielowski – Ecce Homo

Ecce homo (z łac. [ˈɛkkɛ ˈhɔmoː] „oto człowiek”; stgr. Ίδε ο άνθρωπος) — motyw w sztuce chrześcijańskiej przedstawiający ubiczowanego Chrystusa w koronie cierniowej. Słowa „oto człowiek” miał wypowiedzieć Piłat ukazujący Chrystusa ludowi żydowskiemu.

## Opis
Postać Chrystusa ukazywana jest samotnie (może to być też jedynie przedstawienie twarzy) lub jako część sceny zbiorowej. W drugim przypadku scena Ecce homo przedstawia Jezusa i stojącego obok Piłata na tarasie, balkonie, u szczytu schodów lub w progu drzwi. Często towarzyszą im żołnierze. Chrystus jest przepasany przepaską biodrową i posiada atrybuty nawiązujące do królewskich: purpurowy płaszcz, berło z bambusa lub trzciny oraz koronę cierniową. Ciało jest skrwawione, nosi ślady biczowania. Z oczu Jezusa płyną łzy. Po przeciwnej stronie sceny ukazany jest tłum (grupa) Żydów którzy krzyczą i machają rękami. Często mają  oni skrzyżowane ramiona, co oznacza żądanie śmierci przez ukrzyżowanie. 
W niektórych przedstawieniach pojawiają się dodatkowo żona Piłata Prokula oraz Barabasz. 
Odmiana przedstawienia, w której Piłat uchyla płaszcz Jezusa i pokazuje jego rany określana jest jako Ostentatio Christi. 

## Historia przedstawienia
W sztuce wczesnochrześcijańskiej motyw Ecce homo był bardzo rzadki, a ukazywany w nich Chrystus przedstawiany był w pełni majestatu, nie jako osoba cierpiąca. Za pierwsze przedstawienie Ecce homo przedstawiające Chrystusa umęczonego historycy sztuki uważają obraz Dirka Boutsa ok. 1475 roku. W Polsce jednym z najwcześniejszych przedstawień jest Tryptyk Dominikański z 2. połowy XV wieku.
Szczególną popularność motyw ten osiągnął w XVI-XVIII wieku.
Motyw Ecce homo  pojawia się również w sztuce cerkiewnej, w ikonach Męki Pańskiej.